# Teobaldo II di Spoleto
Teobaldo II di Spoleto. chiamato anche Tebaldo, (fl. X secolo) fu un duca di Spoleto e marchese di Camerino assieme al padre dal 945 al 953 e da solo dal 953 al 959.

## Biografia
Figlio di Bonifacio II di Spoleto e di Waldrada (chiamata anche Gualdrada), della dinastia dei Rodolfingi, figlia di Rodolfo I di Borgogna e di Willa di Provenza. Apparteneva dunque al clan degli Hucpoldingi.
Nel 945 Bonifacio ed il figlio Tebaldo vengono nominati i duchi di Spoleto e marchesi di Camerino, ricomparendo nelle fonti dopo un decennio di assenza da essi. Il clan degli Hucpoldingi, assieme ad altri grandi del regno e di alcuni fedeli di Ugo di Provenza, presero parte ad un complotto contro il re volto a sostituirlo con Berengario II d'Ivrea, rafforzati dalla presenza dal figlio dello stesso sovrano Uberto, conte di palazzo e marchese di Tuscia e duca di Spoleto. Il legame politico tra gli Hucpoldingi ed il figlio ribelle è segnato dall'unione di una figlia di Bonifacio, Willa, con Uberto. Quest'ultimo riuscì a tenere marchesato di Tuscia, ma perdette il titolo palatino, mentre il ducato di Spoleto lo cedette al suocero Bonifacio e al cognato Tebaldo, che ebbero probabilmente i suddetti titoli in quanto parenti acquisiti.
Bonifacio morì nel 953, in base ad alcuni atti in cui il figlio Tebaldo appare da solo. Egli governò fino all'estate-autunno 959, anno in cui Berengario ed il figlio Adalberto avviarono una serie di purghe contro i filo-ottoniani. Una vittima fu Tebaldo II, passato molto probabilmente dalla parte ottoniana, contro il quale Berengario II organizzò una spedizione volta a sottrargli i suoi possedimenti. Alla spedizione partecipò anche il futuro doge Pietro IV Candiano. Il cognato ed alleato Uberto di Tuscia molto probabilmente decise di non aiutare il cognato.
Egli si ritirò quindi nei possedimenti degli Appennini ravennati e marchigiani.

## Matrimonio e figli
Egli potrebbe aver avuto una moglie di nome Richilda ed essi forse generarono una figlia:
- Ratilda, che sposò Lamberto[7][8][9]; essi ebbero: Uberto, Bonifacio, Pietro, una figlia dal nome sconosciuto e Ubaldo[7]. Ubaldo sposò una certa Imillia, ed essi ebbero Walfredo, Ubaldo ed Ugo[7]. La figlia dal nome sconosciuto sposò Walfredo, sempre della dinastia degli Hucpoldingi, ed ebbero Ugo III, duca di Spoleto[7].